# Heinz Hohmann (Maler)
Heinz Hohmann (* 28. Januar 1879 in Rüsselsheim; † 1. September 1949 in Trautheim) war ein deutscher Maler.

## Leben
Ab dem Jahr 1880 lebte Heinz Hohmann in Darmstadt. Seine künstlerische Ausbildung erhielt er an der Kunstgewerbeschule (Ecole des arts décoratifs) in Straßburg, der Debschitz-Schule in München und der Akademie der Bildenden Künste in München. Danach war er Schüler von Lovis Corinth in Berlin. Ein Aufenthalt in Paris in den Jahren 1910 und 1911, wo er an der Académie Julian studierte, prägte in besonderer Weise seine spätere Arbeitsweise. Nach dem Ersten Weltkrieg arbeitete Hohmann in der Druckerei seines Vaters Heinrich Hohmann (1855–1940), die er einige Jahre leitete.
Ab 1930 widmete er sich ausschließlich der freien Kunst. Der Tod seiner Tochter traf ihn schwer und der Verlust der Druckerei bei einem Luftangriff auf Darmstadt im September 1944 entzog ihm seine wirtschaftliche Existenz. Am 1. September 1949 verschied Heinz Hohmann durch Suizid.

## Werk
Mit am Jugendstil orientierten Illustrationen ist Hohmann in seiner Zeit bekannt geworden, vor allem aber war er ein Meister des Pastells.
In seinem umfangreichen, meist kleinformatigen Werk, hielt er in stimmungsvollen Bildern  die nähere Umgebung seiner Heimat fest.